# Turritella clorionensis
Turritella clorionensis är en snäckart som beskrevs av Leo George Hertlein och Strong 1951. Turritella clorionensis ingår i släktet Turritella och familjen tornsnäckor. Inga underarter finns listade i Catalogue of Life.